# Henrik Barić
Henrik Barić, född 28 januari 1888, död 3 april 1957, var en jugoslavisk (kroatisk) lingvist, uppfann den trakiska hypotesen om albanskans ursprung.
Henrik Barić studerade i Graz och Wien i Österrike-Ungern och undervisade i lingvistik i Belgrad i Serbien efter första världskrigets slut. Han ägnade sin forskning åt att klargöra albanskans ställning i den indoeuropeiska språkfamiljen och betraktade albanskan som härstammande från antikens trakiska. Han fann också rumänskan viktig för att förklara albanskans historiska utveckling. Bland hans stora verk finns: Albanorumänische Studien (1919); Ilirske jezične studije (1948); Lingvističe studije (1954); Hymje në historín e gjuhës shqipe (1955); Istorija arbanaškog jezika (1959); och Rečnik srpskoga ili hrvatskoga i arbanaskoga jezika (1950).